# Arrows
Arrows, Arrows Grand Prix International – brytyjski zespół i konstruktor Formuły 1, aktywny w wyścigach Grand Prix w sezonach 1978–1990 i 1997–2002. W sezonach 1991–1996 stajnia startowała pod nazwą Footwork.
Zespół wystartował w 291 wyścigach, w których zdobył 142 punkty. Największym sukcesem brytyjskiego zespołu było pięciokrotne zajęcie drugiego miejsca – ostatni raz taka sytuacja miała miejsce podczas Grand Prix Węgier 1997, gdy na drugiej pozycji dojechał Damon Hill. Najlepszy występ ekipa zanotowała w sezonie 1988, w którym Arrows zajął piąte miejsce.

## Historia

### Początki
Arrows Grand Prix International został założony w listopadzie 1977 roku przez Alana Reesa, Jackie Olivera, Dave’a Wassa i Tony’ego Southgate'a, członków zespołu Shadow i włoskiego finansistę Franco Ambrosio. Nazwa stajni wzięła się od pierwszych liter nazwisk założycieli. Zespół z siedzibą w Milton Keynes postanowił zbudować swój pierwszy samochód w 53 dni, natomiast w trzy miesiące po powstaniu ekipy wzięli udział w drugim wyścigu sezonu 1978, Grand Prix Brazylii.
Początkowo kierowcami Arrowsa w ich pierwszym sezonie mieli być Gunnar Nilsson i Riccardo Patrese, jednak wkrótce potem u szwedzkiego kierowcy zdiagnozowano raka jądra. Ostatecznie miejscego szwedzkiego kierowcy zajął Rolf Stommelen.
Niedługo po starcie Franco Ambrosio trafił do więzienia za nieprawidłowości finansowe. Później stajnia została pozwana przez Shadow, ponieważ zespół z Northampton twierdził, że model Arrows FA1 podobny jest do samochodu Shadow DN9. Zespół, wiedząc że przegra proces sądowy, postanowił opracować projekt nowego samochodu. Wysoki Sąd Sprawiedliwości orzekł, że Arrows nielegalnie posiadał i stosował modele DN9, ponadto 40% części obu samochodów były identyczne. Model A1 powstał w 52 dni i został pokazany prasie trzy dni po wyroku.

### Arrows Grand Prix International

#### 1978–1981: Pierwsze lata zespołu

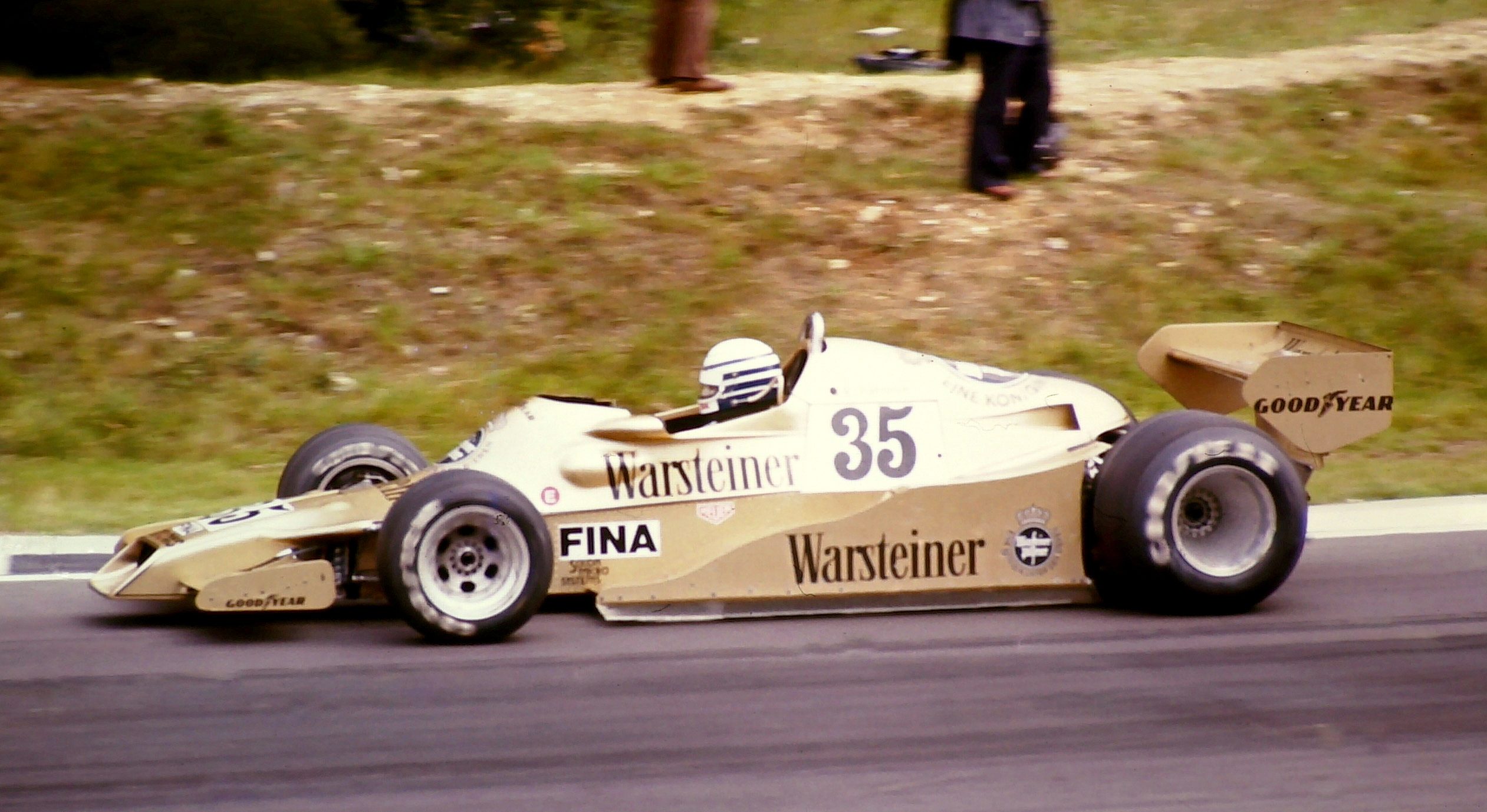
Riccardo Patrese (Arrows FA1) podczas Grand Prix Wielkiej Brytanii 1978

Pierwsze punkty dla zespołu zdobył Patrese podczas Grand Prix Stanów Zjednoczonych – Zachód, zajmując szóste miejsce. Włoch prowadził w wyścigu o Grand Prix Południowej Afryki, jednak na drodze stanęła awaria silnika. W Grand Prix Szwecji zajął on drugie miejsce, przegrywając tylko z Niki Laudą. Kilka wyścigów później, podczas Grand Prix Włoch, Patrese uczestniczył w karambolu na starcie do wyścigu, w którym śmierć poniósł Ronnie Peterson. Włoski kierowca został oskarżony o spowodowanie wypadku, otrzymując zawieszenie na wyścig o Grand Prix Stanów Zjednoczonych. Arrows zakończył debiutancki sezon na dziewiątej pozycji z jedenastoma punktami.
Przed sezonem 1979 Stommelen został zastąpiony przez Jochena Massa. Podczas Grand Prix Monako, Niemiec awansował w trakcie wyścigu na trzecie miejsce, jednak problemy z hamulcami spowodowały, że kierowca spadł ostatecznie na szóste miejsce. Od Grand Prix Francji, ekipa używała samochodu A2, posiadający efekt przyziemienia
Sezon jest nieco gorszy niż poprzedni, gdyż czterokrotnie kierowcy punktowali w wyścigach, a pięć punktów zebranych przez Włocha i Niemca dały w rezultacie dziewiąte miejsce, zdobywając łącznie pięć punktów.
Jochen Mass i Riccardo Patrese stanowili skład zespołu także w sezonie 1980. Niemiec podczas treningu do Grand Prix Austrii doznał kontuzji i na dwa wyścigi został zastąpiony przez Mike’a Thackwella (w Holandii) i Manfreda Winkelhocka (we Włoszech). Żaden z tych kierowców nie zakwalifikował się do wyścigu. Samochód okazał się konkurencyjny, a kierowcy zespołu łącznie zgromadzili jedenaście punktów i Arrows zakończył zmagania na siódmej pozycji.
Do sezonu 1981 zespół przystąpił z nowymi oponami oraz kierowcą. Nowym dostawcą został Michelin, którego po Grand Prix Francji zastąpiło Pirelli. Nowym partnerem zespołowym Riccardo Patrese został Siegfried Stohr, mający wsparcie firm Beta Tools i Ragno. W dwóch ostatnich wyścigach sezonu Włoch został zastąpiony przez Jacques’a Villeneuve’a, który się nie kwalifikował do obu tych rund. Patrese zdobywa trzecie miejsce w Grand Prix Brazylii i drugie w Grand Prix San Marino, ponadto zdobywa pole position do Grand Prix Stanów Zjednoczonych – Zachód 1981, które było jedynym w historii zespołu. Zespół z dziesięcioma punktami znalazł się na ósmym miejscu.

#### 1982–1990: Rozwój, silnik turbodoładowany, umiarkowany sukces

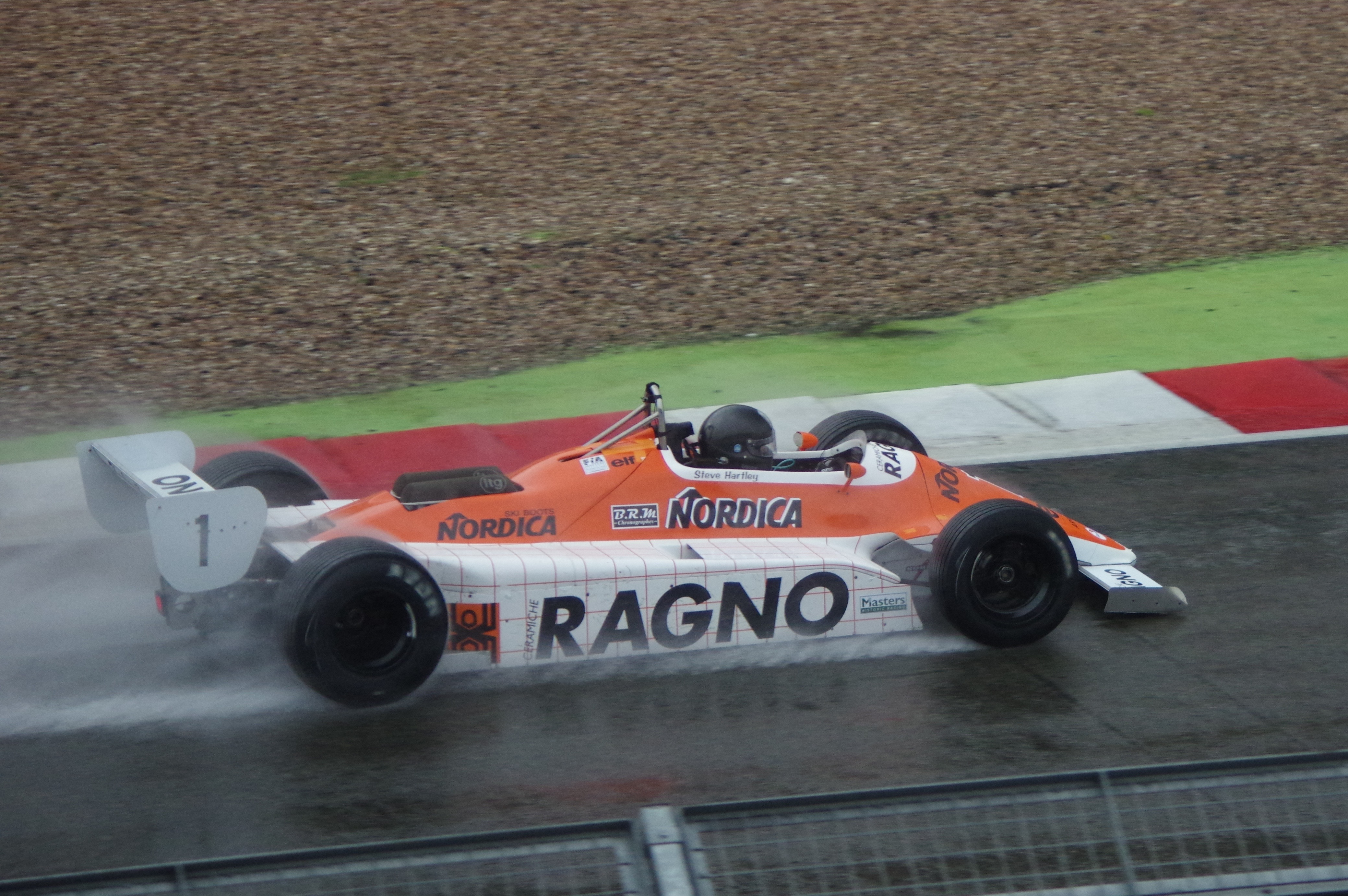
Arrows A4 (1982)

Pod koniec sezonu 1981 Patrese opuścił zespół i przeniósł się do Brabhama. Nowymi kierowcami na sezon 1982 zostają Marc Surer i Mauro Baldi. Podczas testów przedsezonowych szwajcarski kierowca doznał kontuzji – jego miejsce miał zająć Patrick Tambay. Francuz jednak zmienił zdanie i odszedł z zespołu, a jego miejsce zajął Brian Henton. Brytyjczyk zakwalifikował się tylko do jednego wyścigu, którego nie ukończył z powodu poślizgu. Surer zdobył pierwsze punkty dla ekipy podczas Grand Prix Kanady, dojeżdżając jako piąty. W sumie, Arrows zdobywa pięć punktów, co daje dziesiąte miejsce.
Przed sezonem 1983 Ragno i Nordica kończą sponsorowanie ekipy. Surer pozostał w zespole, zaś Baldi został kierowcą Alfy Romeo. Jego miejsce zajął Chico Serra, choć w kilku wyścigach zastępowali go Alan Jones (w Grand Prix Stanów Zjednoczonych – Zachód) i Thierry Boutsen (od Grand Prix Belgii do końca sezonu), który posiadał wsparcie Diners Club. Arrows postanowił też powrócić do opon Goodyear. Zespół w całym sezonie zebrał cztery punkty, zdobyte przez Marka Surera, kończąc sezon na dziesiątym miejscu.

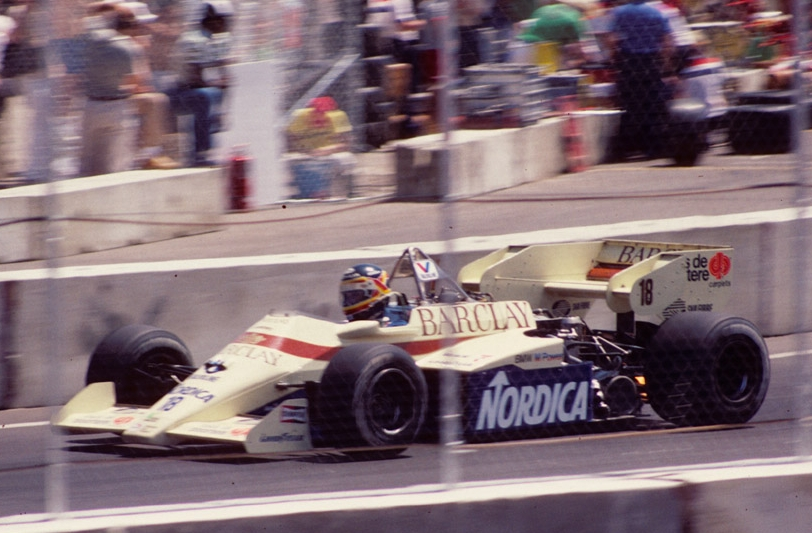
Thierry Boutsen (Arrows A7) podczas Grand Prix Stanów Zjednoczonych 1984

Surer i Boutsen kontynuowali jazdę dla Arrowsa w sezonie 1984. Nordica ponownie sponsoruje ekipę, dodatkowo zespół przekonuje markę papierosową Barclay do sponsorowania. Postanowiono także w trakcie sezonu na zmianę jednostek napędowych z Forda na turbodoładowane silniki BMW. Zarówno w samochodach z amerykańskimi jak i z niemieckimi silnikami Arrows zdobył trzy punkty co sklasyfikowało ich na dziesiątej i jedenastej pozycji.
Po sezonie Surer odszedł do Brabhama, a jego miejsce zajął Gerhard Berger. W sezonie 1985, Arrows skonstruował model A8, który był pierwszym samochodem brytyjskiej stajni wyprodukowanym z włókna węglowego. Boutsen dojeżdża do mety w wyścigu o Grand Prix San Marino na trzeciej pozycji, jednak po zakończeniu eliminacji zdyskwalifikowany został Alain Prost, przez co Belg awansował na drugie miejsce, zapewniając Arrowsowi pierwsze podium od 1981. Z czternastoma punktami zespół zajął ósme miejsce w mistrzostwach świata konstruktorów.
Przed sezonem 1986 Gerhard Berger odszedł do ekipy Benetton. Do kokpitu Arrowsa powrócił Mark Surer. Po rundzie w Belgii, Szwajcar wziął udział w wypadku podczas Rajdu Hesji, podczas którego zginął jego pilot Michel Wyder. Surer wycofał się ze startów, a jego miejsce zajął Christian Danner. Niemiec zdobywa w Austrii zdobył swój pierwszy punkt, co jest ostatecznie jedynym dorobkiem ekipy w sezonie, co daje ostatecznie dziesiąte miejsce. W trakcie sezonu, Wass opuścił ekipę, wobec czego zatrudniono Rossa Brawna i siedmiu członków ekipy Haas Lola.
W sezonie 1987 Arrows jeździł już bez wsparcia marki Barclay. Ponadto BMW ograniczyło dostawę jednostek wyłącznie dla Brabhama. Jackie Oliver przekonał firmę United States Fidelity & Guaranty do sponsorowania zespołu. Jedną ze spółek zależnych od USF&G była firma Megatron kierowana przez Johna Schmidta. Schmidt przekonał firmę ubezpieczeniową do zakupu starych czterocylindrowych silników BMW, które były ukryte pod nazwą Megatron. Zmieniono skład kierowców – nowymi reprezentantami Arrowsa zostali Eddie Cheever i Derek Warwick. Sezon był lepszy niż poprzedni – sześciokrotnie kierowcy punktowali w wyścigach a najlepszym z nich był Cheever, który dwukrotnie kończył wyścigi na czwartej pozycji. Arrows łącznie zdobył jedenaście punktów co pozwoliło na zajęcie szóstego miejsca w klasyfikacji konstruktorów.
Na sezon 1988 zachowano dotychczasowy skład kierowców. Rok ten był dla Arrowsa bardzo dobry – zarówno Cheever jak i Warwick często punktowali, w dodatku Amerykanin we Włoszech znalazł się na trzecim stopniu podium. Stajnia zdobyła 23 punkty i zajęła piąte miejsce, mając tyle samo punktów co czwarty Lotus.
Eddie Cheever i Derek Warwick kontynuowali współpracę z Arrowsem w sezonie 1989. Rok ten przyniósł zakaz używania silników turbodoładowanych na rzecz jednostek wolnossących, wobec czego Arrows wraca do korzystania z silników Ford. Amerykanin w swoim domowym wyścigu zajął trzecie miejsce ulegając tylko Alainowi Prostowi i Riccardo Patrese. Podczas Grand Prix Francji, Martin Donnelly zastąpił Dereka Warwicka. Trzynaście punktów dał zespołowi siódme miejsce.
W sezonie 1990 zespół zmienia skład kierowców – Eddie Cheeever wrócił do serii CART a Derek Warwick został partnerem zespołowym Martina Donnelly’ego w Lotusie. Nowymi kierowcami stajni zostali Michele Alboreto i Bernd Schneider, którego po inauguracyjnym wyścigu zastąpił Alex Caffi, który w Monako zdobył jedyne dwa punkty dla zespołu. Ta zdobycz pozwoliła stajni na zajęcie dziewiątej pozycji w klasyfikacji konstruktorów. Był to ostatni sezon pod dotychczasową nazwą.

### Footwork

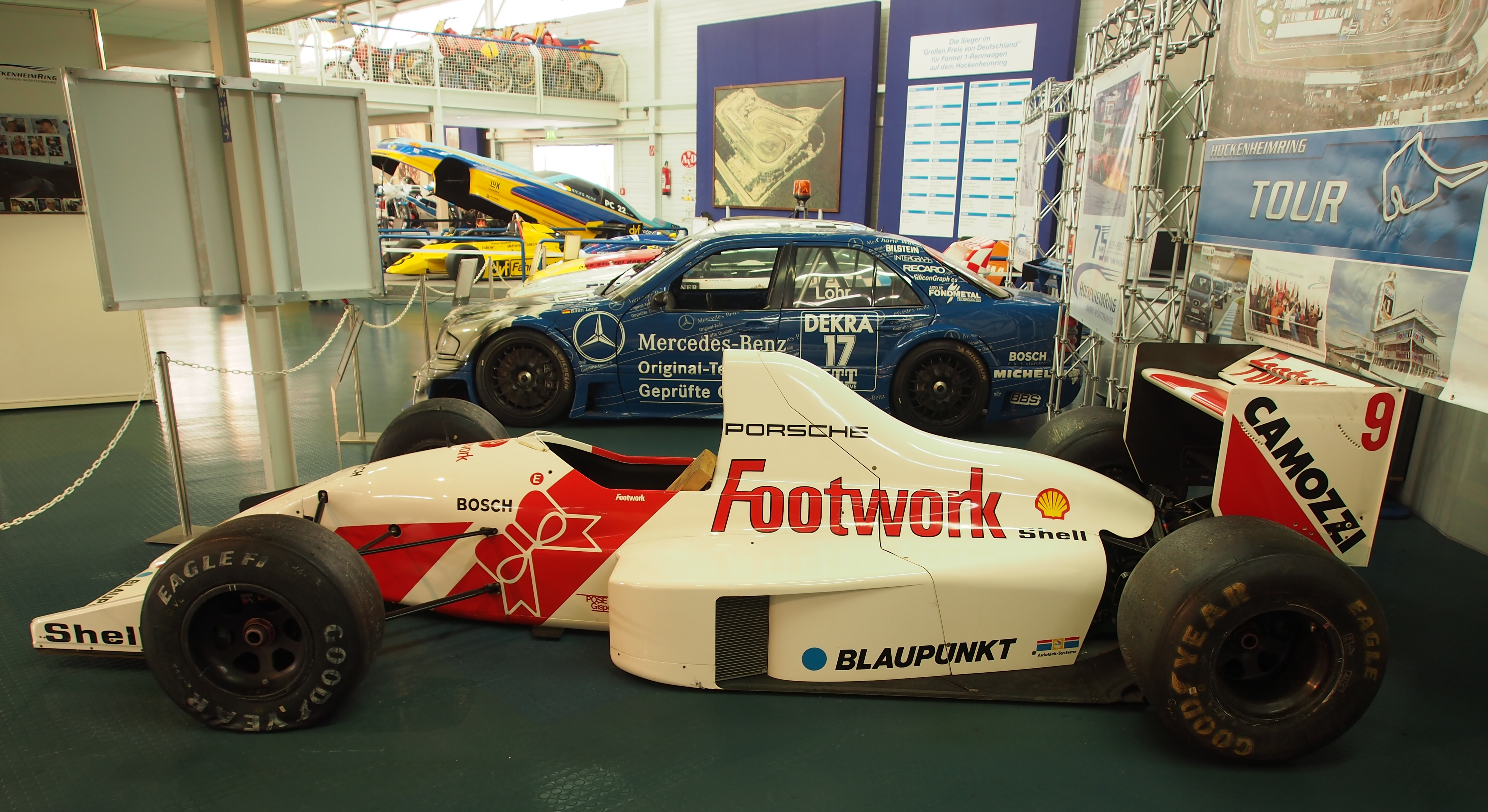
Footwork A11C

W listopadzie 1989 Wataru Ohashi, prezydent firmy logistycznej Footwork Express Co. Ltd. zaczął inwestować w zespół, a logo Footworka pojawiło się na samochodach. Ohashi został właścicielem ekipy, natomiast Jackie Oliver i Alan Rees zachowali kierownicze stanowiska w ekipie. Zespół przemiano na Footwork.
Kierowcami zespołu w sezonie 1991 byli dotychczasowi kierowcy Arrowsa – Michele Alboreto i Alex Caffi. Po Grand Prix Monako, Caffi w wyniku wypadku drogowego odniósł kontuzję i został zastąpiony przez Stefana Johanssona w kilku wyścigach. Sezon był kompletną katastrofą – początkowo korzystano z silnika Porsche 3512, jednak kierowcy często nie potrafili przejść kwalifikacji, a jeżeli się kwalifikowali to głównie nie kończyli wyścigów. Po Grand Prix Meksyku zmieniono dostawcę silników na Ford. Ta zmiana jednak nie pomogła zespołowi i cały sezon zakończyli z zerowym dorobkiem punktowym.
Na sezon 1992 zmieniono dostawcę jednostek napędowych i drugiego kierowcę. Silniki Forda zostały zastąpione przez jednostki Mugen-Honda, a Alexa Caffiego w zespole zastąpił Aguri Suzuki. Japończyk dwukrotnie nie przeszedł kwalifikacji, a poza tym brytyjski zespół zaczął punktować – łącznie Footwork zebrał sześć punktów, które zdobył Alboreto i ekipa ukończyła rok na siódmym miejscu.

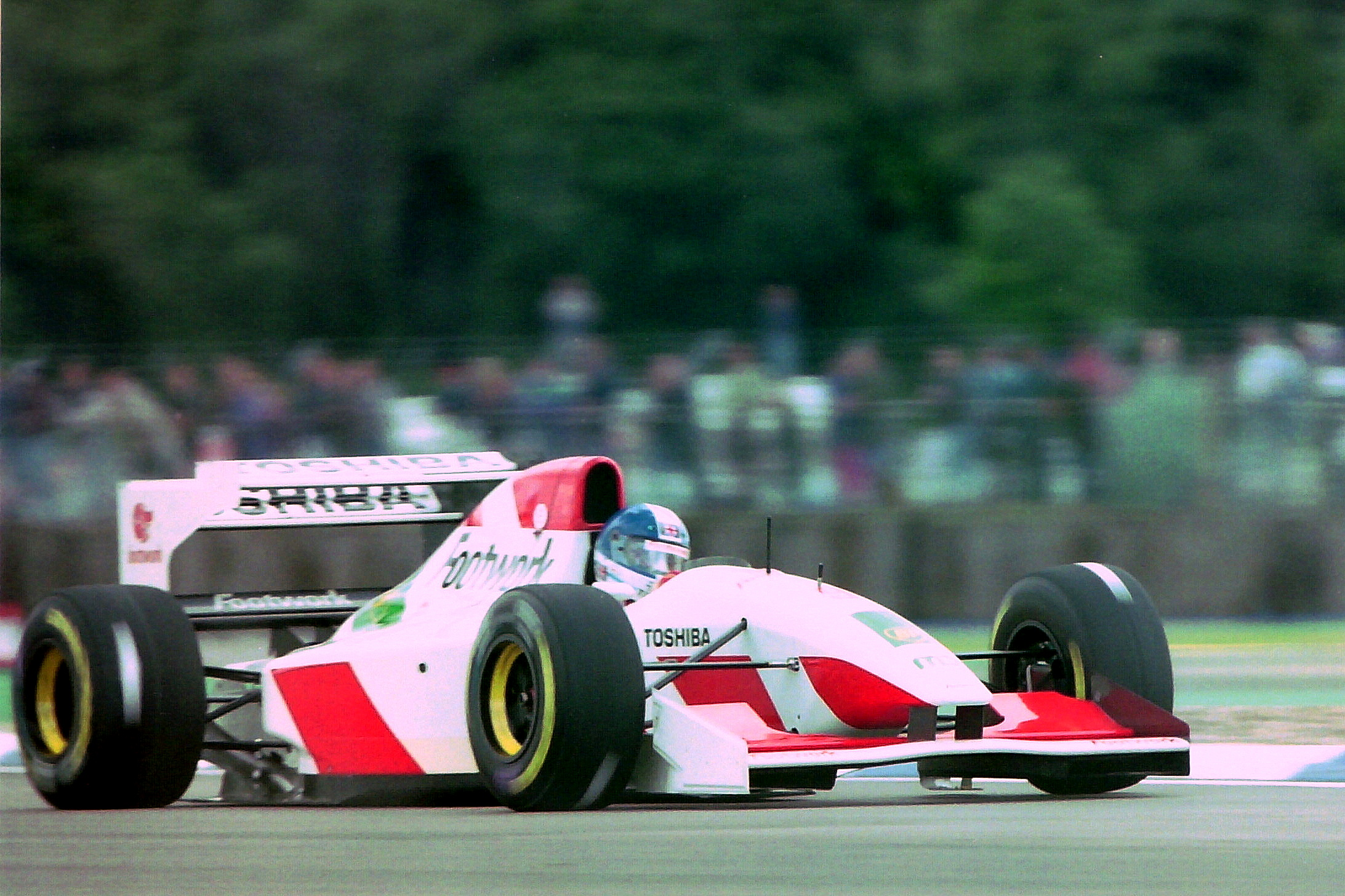
Derek Warwick (Footwork FA14) podczas treningu do Grand Prix Wielkiej Brytanii 1993

Po sezonie Michele Alboreto odszedł do zespołu BMS Scuderia Italia, a na sezon 1993 do zespołu powraca Derek Warwick. Brytyjczyk był jedynym kierowcą zespołu, który zdobywał punkty dla nich – cztery punkty sklasyfikowały stajnię na dziewiątej pozycji. Ponadto Ohashi, zmuszony przez swoich udziałowców, musiał zaprzestać inwestowania w zespół
Zarówno Warwick jak i Suzuki odeszli z zespołu przed sezonem 1994. Nowymi kierowcami brytyjskiej ekipy zostali Christian Fittipaldi i Gianni Morbidelli, natomiast Footwork powrócił do silników Ford. Sezon jest nieco lepszy – kierowcy zebrali dziewięć punktów i zajęli dziewiąte miejsce. Pod koniec roku, Oliver i Rees odkupują udziały od Ohashiego.
Do sezonu 1995 zespół przystępował z nowymi silnikami i drugim kierowcą. Jednostki napędowe Forda zostały zastąpione przez silniki Hart, natomiast Christiana Fittipaldiego, który odszedł do serii CART zastąpił Taki Inoue. Po Grand Prix Francji, Morbidelli zostaje zastąpiony przez swojego rodaka, Massimiliano Papisa, który wniósł duży budżet do zespołu. Papis nie osiągał jednak zadowalających wyników i po Grand Prix Europy oddał swoje miejsce Morbidelliemu. Włoch w ostatnim wyścigu dojeżdża na trzeciej pozycji, za Damonem Hillem i Olivierem Panisem. Było to pierwsze i jedyne podium Footworka w historii startów. Pięć punktów pozwoliło na zajęcie ósmej pozycji
Przed sezonem 1996 stajnię nabył Tom Walkinshaw, będący wcześniej w posiadaniu 50% udziałów w zespole Ligier. Skład kierowców się zmienił – nowymi reprezentantami Footworka zostali debiutant Ricardo Rosset i Jos Verstappen, jeżdżący dla ekip Benetton i Simtek. Verstappen zapewnił zespołowi jedyne zdobycze punktowe w Grand Prix Argentyny zajmując szóste miejsce. Footwork w końcowej klasyfikacji znalazł się na dziewiątym miejscu.

### TWR Arrows

#### 1997–1999: Pierwsze lata po powrocie

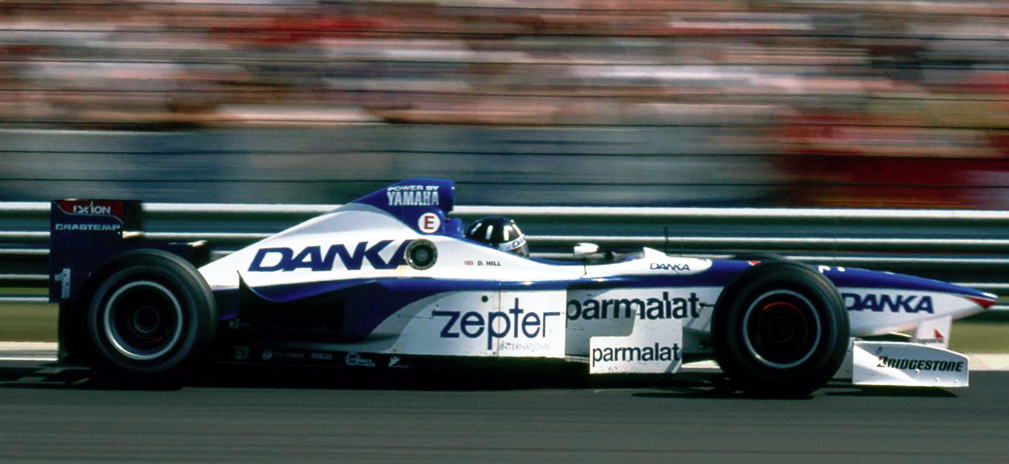
Damon Hill (Arrows A18) podczas Grand Prix Węgier 1997

Po sezonie 1996 Footwork zostaje przemianowany z powrotem na Arrows. Siedziba zostaje przeniesiona z Milton Keynes do Leafield, ponadto dostawcą silników została Yamaha. Kierowcami zespołu zostali Damon Hill i Pedro Diniz. Gdy Williams nie przedłużył umowy z Brytyjczykiem, Walkinshaw wykorzystał okazję i zatrudnił Hilla, natomiast Diniz został zatrudniony, aby pomóc zespołowi w wypłaceniu wynagrodzenia dla brytyjskiego kierowcy. Silnik ten był bardzo słaby i często nie kończyli wyścigów. Podczas Grand Prix Węgier Hill miał unikalną szansę na zwycięstwo – po starcie Brytyjczyk wyprzedził Michaela Schumachera i prowadził w wyścigu. Na ostatnim okrążeniu dopadła go awaria skrzyni biegów i został on wyprzedzony przez Jacques’a Villeneuve’a, a Damon Hill ostatecznie finiszował drugi. Było to ostatnie podium stajni. Dziewięć punktów dało Arrowsowi ósme miejsce w klasyfikacji.
Przed sezonem 1998 Hill postanawia przenieść się do ekipy Jordan Grand Prix. Nowym partnerem zespołowym Pedro Diniza został Mika Salo, reprezentujący wcześniej Lotusa i Tyrrella. Ponadto Walkinshaw przejął Harta i zespół zaczął ścigać się z własnymi jednostkami. Tak jak w poprzednim sezonie, trzykrotnie kierowcy dojeżdżali na punktowanych pozycjach – najlepszą pozycją była czwarta zdobyta przez Fina w Grand Prix Monako. Kierowcy łącznie zgromadzili sześć punktów co dało siódme miejsce w klasyfikacji konstruktorów.

Powiem wam, że obiecali, a nie dotrzymali obietnicy, że Arrows będzie najlepszy w tym biznesie.

Sezon 1999 przyniósł zakup 25% udziałów przez nigeryjskiego księcia Malika Ado Ibraima i 45% udziałów przez firmę Morgan Grenfell Private Equity (która nabyła udziały za 78 milionów dolarów). Walkinshaw zachował 25% udziałów, natomiast 5% otrzymali pracownicy Arrowsa. Nowymi kierowcami zostają Pedro de la Rosa i Toranosuke Takagi. Hiszpan zapewnił ekipie jeden punkt wywalczony podczas Grand Prix Australii, co daje zespołowi dziewiąte miejsce. Po Grand Prix Węgier, Malik Ado Ibrahim, wraz ze swoją marką T-Minus, opuścił ekipę, a sam Walkinshaw przyznał, że zaangażowanie Nigeryjczyka było błędem. MGPE ostatecznie po sezonie zwiększyło swój udział w ekipie do 50%.

#### 2000−2002: Ostatnie lata

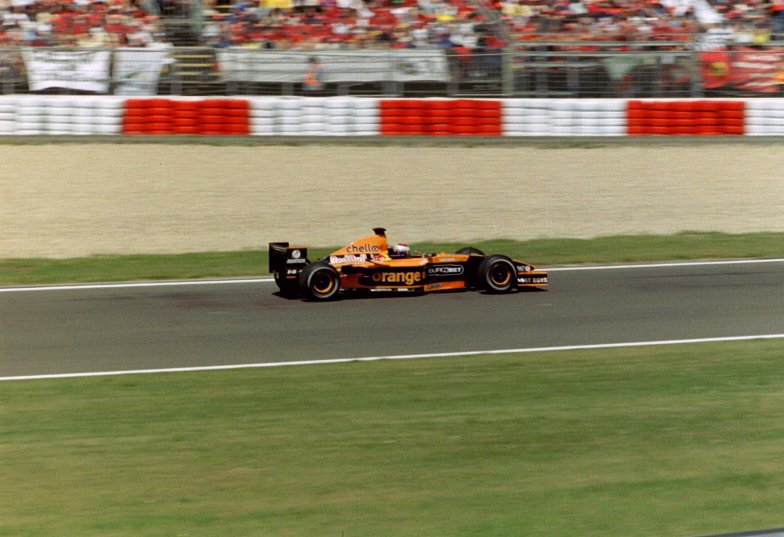
Jos Verstappen (Arrows A22) podczas Grand Prix Europy 2001

Sezon 2000 był dla Arrowsa pełen zmian. Silniki zaprojektowane przez Briana Harta zostały zastąpione jednostkami Supertec, natomiast zespół otrzymał sponsoring tytularny w postaci firmy telekomunikacyjnej Orange, przez co samochody stajni były pomalowane w czarno-pomarańczowe barwy. Ponadto drugim kierowcą zespołu został Jos Verstappen. Wraz z de la Rosą czterokrotnie dojeżdżają do mety, a Holender zalicza najlepszy występ sezonu dla ekipy, zajmując czwarte miejsce w Grand Prix Włoch. W klasyfikacji konstruktorów Arrows zajął siódme miejsce z siedmioma punktami.
Po sezonie, Pedro de la Rosa został zastąpiony przez Enrique Bernoldiego, który wniósł do zespołu wsparcie Red Bulla. Po zaledwie roku, silniki Supertec zostały zastąpione przez jednostki Asiatech, która nabyła program silnikowy Peugeota w Formule 1. Silniki te były niekonkurencyjne, co przełożyło się na jeden punkt, zdobyty przez Holendra w Grand Prix Austrii. Arrows zakończył rok na dziesiątej pozycji w klasyfikacji konstruktorów, wyprzedzając tylko Minardi
Przed sezonem 2002, mimo ważnego kontraktu, Jos Verstappen zostaje zastąpiony przez Heinza-Haralda Frentzena, który miał podpisywany kontrakt z wyścigu na wyścig. Przed wyścigiem o Grand Prix Niemiec 2001, zespół poinformował, że Cosworth będzie nowym dostawcą silników dla zespołu. W pierwszych dziesięciu wyścigach Arrows zebrał dwa punkty, które wywalczył Frentzen w Hiszpanii i Monako. Ta zdobycz punktowa pozwoliła ekipie na zajęcie jedenastej pozycji.

##### Upadek zespołu
Kilka dni przed wyścigiem o Grand Prix Wielkiej Brytanii ujawniono, że Arrows zalega z opłatami za silniki Cosworth w kwocie 4,5 mln dolarów. Ekipa zapłaciła Cosworthowi 3,2 mln dolarów i dzięki temu mogła wziąć udział na torze Silverstone. Do wyścigu o Grand Prix Francji kierowcy Arrowsa celowo nie zakwalifikowali się by uniknąć kary za niestawienie się do wyścigu. 2 sierpnia, kilka dni po Grand Prix Niemiec poinformowano, że Heinz-Harald Frentzen opuścił zespół z powodu niepewnej przyszłości zespołu. Spekulowano, że Niemca zastąpi Sébastien Bourdais, André Lotterer albo Jos Verstappen. Kilku inwestorów zainteresowanych było przejęciem zespołu. W listopadzie 2002 poinformowano, że Arrows zawarł porozumienia z firmą German Grand Prix Racing, z nadzieją na starty w sezonie 2003. FIA postanowiła odrzucić podanie zespołu o udział w sezonie 2003, w związku z czym grupa German Grand Prix Racing anulowała porozumienia ze stajnią co oznaczało definitywny koniec zespołu. Upadek zespołu pociągnął za sobą upadek Tom Walkinshaw Racing.

## Spuścizna
W styczniu 2003 firma PKF została syndykiem masy upadłościowej brytyjskiego zespołu. Pięć miesięcy później,  właściciel Minardi, Paul Stoddart zakupił za 700 tys. dolarów część pozostałości Arrowsa, w tym także pięć modeli A23 oraz projekt samochodu na sezon 2003 wykonany przez Mike’a Coughlana i Sergio Rinlanda. Dzięki temu, włoska stajnia chciała polepszyć osiągi modelu PS03.
Pod koniec 2005 nowo powstały zespół Super Aguri przejął byłą bazę Arrowsa w Leafield i kupił cztery samochody A23 od Stoddarta, wszystkie części zamienne i prawa własności intelektualnej zespołu. Samochód SA05 używany był na początku sezonu 2006, a od Grand Prix Niemiec użyto zmodyfikowanego samochodu oznaczonego jako Super Aguri SA06.

## Formuła 3000
Pod koniec czerwca 1998 poinformowano, że od następnego sezonu Formuły 3000 pojawi się juniorski zespół Arrowsa. Szefem zespołu został Piers Portman, założyciel zespołu Portman Racing, który startował w Brytyjskiej Formule 3 od 1997 roku. Pierwszymi kierowcami byli Boris Derichebourg i Marcelo Battistuzzi, którzy wcześniej jeździli w tej serii. Pierwszy sezon nie poszedł po myśli zespołu – po zaledwie trzech wyścigach, w których wystartowali zespół nie wziął udziału w pozostałej części nie zdobywając punktu, a najlepszy występ zanotował Battistuzzi, który dojechał na jedenastym miejscu podczas inauguracyjnej rundy na torze Autodromo Enzo e Dino Ferrari.
W sezonie 2000 zespół Arrows połączył się z zespołem European Formula Racing tworząc European Arrows F3000. Jego kierowcami byli Mark Webber i Christijan Albers. Australijczyk czterokrotnie punktował, w tym zwyciężył na Silverstone i był dwukrotnie trzeci na Imoli i Hockenheimringu i w klasyfikacji generalnej zajął trzecie miejsce ulegając Bruno Junqueirze i Nicolasowi Minassianowi. Holender nie zdobył punktu a najlepiej spisał się na torze Circuit de Nevers Magny Cours, gdzie zajął siódme miejsce. W klasyfikacji zespołowej ekipa zajęła piąte miejsce z liczbą 21 punktów, które dla zespołu zdobył Webber.
Był to ostatni sezon zespołu pod tą nazwą. Przed sezonem 2001 ze względu na to, że Paul Stoddart wykupił Minardi, zespół startował pod nazwą European Minardi F3000, który istniał do sezonu 2002.

## Podsumowanie
| Ważne wyścigi          | Ważne wyścigi                                                           |
| ---------------------- | ----------------------------------------------------------------------- |
| Debiut                 | Grand Prix Brazylii 1978 (#1, Riccardo Patrese)                         |
| Pierwsze pole position | Grand Prix Stanów Zjednoczonych – Zachód 1981 (#45, Riccardo Patrese)   |
| Pierwsze punkty        | Grand Prix Stanów Zjednoczonych – Zachód 1978 (#3, Riccardo Patrese)    |
| Pierwsze podium        | Grand Prix Szwecji 1978 (#7, Riccardo Patrese)                          |
| Ostatni                | Grand Prix Niemiec 2002 (#291, Heinz-Harald Frentzen, Enrique Bernoldi) |
| Najwyższe pozycje      |                                                                         |
| Kwalifikacje           | 1                                                                       |
| Wyścig                 | 2                                                                       |

## Wyniki

### Formuła 1
Źródło: Wyprzedź Mnie!
| Sezon                                                             | Nazwa                           | Samochód | Silnik                   | Opony | Kierowcy                                                       | Punkty | Msc. |
| ----------------------------------------------------------------- | ------------------------------- | -------- | ------------------------ | ----- | -------------------------------------------------------------- | ------ | ---- |
| 1978                                                              | Arrows Racing Team              | FA1 A1   | Ford Cosworth DFV 3.0 V8 | G     | Riccardo Patrese Rolf Stommelen                                | 11     | 10   |
| 1979                                                              | Warsteiner Arrows Racing Team   | A1 A2    | Ford Cosworth DFV 3.0 V8 | G     | Riccardo Patrese Jochen Mass                                   | 5      | 9    |
| 1980                                                              | Warsteiner Arrows Racing Team   | A1 A2    | Ford Cosworth DFV 3.0 V8 | G     | Riccardo Patrese Jochen Mass Mike Thackwell Manfred Winkelhock | 11     | 7    |
| 1981                                                              | Ragno Arrows Beta Racing Team   | A3       | Ford Cosworth DFV 3.0 V8 | M P   | Riccardo Patrese Siegfried Stohr Jacques Villeneuve            | 10     | 8    |
| 1982                                                              | Arrows Racing Team              | A4 A5    | Ford Cosworth DFV 3.0 V8 | P     | Brian Henton Mauro Baldi Marc Surer                            | 5      | 10   |
| 1983                                                              | Arrows Racing Team              | A6       | Ford Cosworth DFV 3.0 V8 | G     | Marc Surer Chico Serra Alan Jones Thierry Boutsen              | 4      | 10   |
| 1984                                                              | Barclay Nordica Arrows          | A6       | Ford Cosworth DFV 3.0 V8 | G     | Marc Surer Thierry Boutsen                                     | 3      | 10   |
| 1984                                                              | Barclay Nordica Arrows          | A7       | BMW M12/13 1.5 R4T       | G     | Marc Surer Thierry Boutsen                                     | 3      | 11   |
| 1985                                                              | Barclay Arrows BMW              | A8       | BMW M12/13 1.5 R4T       | G     | Gerhard Berger Thierry Boutsen                                 | 14     | 8    |
| 1986                                                              | Barclay Arrows BMW              | A8 A9    | BMW M12/13 1.5 R4T       | G     | Marc Surer Thierry Boutsen Christian Danner                    | 1      | 10   |
| 1987                                                              | USF&G Arrows Megatron           | A10      | Megatron M12/13 1.5 R4T  | G     | Derek Warwick Eddie Cheever                                    | 11     | 7    |
| 1988                                                              | USF&G Arrows Megatron           | A10B     | Megatron M12/13 1.5 R4T  | G     | Derek Warwick Eddie Cheever                                    | 23     | 5    |
| 1989                                                              | Arrows Grand Prix International | A11      | Ford Cosworth DFR 3.5 V8 | G     | Derek Warwick Eddie Cheever Martin Donnelly                    | 13     | 7    |
| 1990                                                              | Footwork Arrows Racing          | A11 A11B | Ford Cosworth DFR 3.5 V8 | G     | Michele Alboreto Bernd Schneider Alex Caffi                    | 2      | 9    |
| W sezonach 1991–1996 Arrows występował w Formule 1 jako Footwork. |                                 |          |                          |       |                                                                |        |      |
| 1997                                                              | Danka Arrows Yamaha             | A18      | Yamaha OX11A 3.0 V10     | B     | Damon Hill Pedro Diniz                                         | 9      | 8    |
| 1998                                                              | Danka Zepter Arrows             | A19      | Arrows T2-F1 3.0 V10     | B     | Mika Salo Pedro Diniz                                          | 9      | 8    |
| 1999                                                              | Repsol Arrows                   | A20      | Arrows T2-F1 3.0 V10     | B     | Pedro de la Rosa Toranosuke Takagi                             | 1      | 9    |
| 2000                                                              | Orange Arrows                   | A21      | Supertec FB02 3.0 V10    | B     | Pedro de la Rosa Jos Verstappen                                | 7      | 7    |
| 2001                                                              | Orange Arrows                   | A22      | Asiatech 001 3.0 V10     | B     | Jos Verstappen Enrique Bernoldi                                | 1      | 10   |
| 2002                                                              | Orange Arrows                   | A23      | Cosworth CR-3 3.0 V10    | B     | Heinz-Harald Frentzen Enrique Bernoldi                         | 2      | 11   |

### Formuła 3000
| Sezon | Nazwa                 | Opony | Samochód    | Silnik | Kierowcy                               | Punkty | Msc. |
| ----- | --------------------- | ----- | ----------- | ------ | -------------------------------------- | ------ | ---- |
| 1999  | Portman-Arrows Racing | A     | Lola B99/50 | Zytek  | Boris Derichebourg Marcelo Battistuzzi | 0      | —    |
| 2000  | European Arrows F3000 | A     | Lola B99/50 | Zytek  | Mark Webber Christijan Albers          | 21     | 5    |